# Antoine Meillet
Antoine Meillet (Moulins, 11 novembre 1866 – Châteaumeillant, 21 settembre 1936) è stato un linguista, grecista e slavista francese, principale rappresentante e caposcuola della scuola linguistica indoeuropea francese dell'inizio del XX secolo.
Celebre è il suo «capolavoro», Aperçu d'une histoire de la langue grecque (1913), tradotto in più lingue e giunto nel 1965 alla settima edizione in lingua originale.

## Biografia
Figlio di un notaio di Châteaumeillant, compì gli studi secondari al liceo Théodore-de-Banville di Moulins, sua città natale.
Iscrittosi dal 1885 alla Faculté des lettres de Paris, seguì in particolare i corsi di Louis Havet alla Sorbona, di Michel Bréal al Collège de France, di Ferdinand de Saussure all'École pratique des hautes études. Nel 1890, una missione di ricerca di un anno nel Caucaso gli permise di studiare l'armeno moderno. Al suo ritorno in Francia, giovanissimo, sostituì de Saussure (ritornato a quel tempo a Ginevra), assicurando continuità al corso di grammatica comparata che egli completò, a partire dal 1894, con una conferenza sull'iranico.
Nel 1897 discusse la sua tesi di dottorato, Recherches sur l'emploi du génitif-accusatif en vieux-slave, lavoro che gli valse il Prix Volney nel 1898. Nel 1902 ottenne la cattedra di armeno nell'École des langues orientales. Nel 1905 occupò la cattedra di grammatica comparata al Collège de France, dove consacrò i suoi insegnamenti alla storia e alla struttura delle lingue indoeuropee.
Segretario della Société de linguistique di Parigi, venne eletto all'Académie des inscriptions et belles-lettres nel 1924.
Fu il caposcuola di un'intera generazione di linguisti francesi, tra i quali Émile Benveniste, Marcel Cohen, Georges Dumézil, André Martinet, Aurélien Sauvageot, Lucien Tesnière, Joseph Vendryes e Gustave Guillaume, da lui scoperto.
Influenzò anche un certo numero di linguisti stranieri. Fu lui l'ispiratore della definizione formale di "frase" adottata dal linguista statunitense Leonard Bloomfield. Allo stesso modo gli si deve la prima identificazione del fenomeno della grammaticalizzazione.

## Antoine Meillet e gli studi omerici
Alla Sorbona, Meillet sovrintendeva il lavoro di Milman Parry. Nel 1923, un anno prima che iniziasse il loro sodalizio, Meillet così si espresse sulla questione omerica (citato nella prima delle due tesi di Milman Parry, per la precisione quella dedicata all'epiteto omerico):
(Antoine Meillet. Les origines indo-européennes des mètres grecs. Presses Universitaires de France, Paris, 1923.)
Meillet offre al suo studente l'opinione, innovativa per l'epoca, secondo cui il sistema formulare dell'Iliade era da considerare una diretta conseguenza della sua trasmissione orale (c.d. teoria dell'oralità). Per questo lo indirizza verso lo studio dell'oralità nella sua cornice naturale, suggerendogli l'osservazione di meccanismi ancora viventi di trasmissione orale, accanto allo studio del testo classico dell'Iliade che si supponeva frutto di una simile tradizione. Così Meillet presenta Parry a Matija Murko, studioso originario della Slovenia, che a lungo si era occupato della tradizione eroico-epica nei Balcani, soprattutto in Bosnia ed Erzegovina, anche con l'aiuto di registrazioni fonografiche.  È a partire dalle sue ricerche, le cui registrazioni sono conservate presso l'Università di Harvard, che Parry e il suo allievo, Albert Lord, hanno profondamente innovato gli studi omerici.

## Opere principali
- Esquisse d'une grammaire comparée de l'arménien classique, 1903.
- Introduction à l'étude comparative des langues indo-européennes, 1903.
- Les dialectes indo-européens, 1908.
- Aperçu d'une histoire de la langue grecque, 1913. 
  - trad. it.: Lineamenti di storia della lingua greca, Einaudi, 2003. ISBN 978-88-06-16525-3
- Altarmenisches Elementarbuch, Heidelberg, 1913.
- Linguistique historique et linguistique générale, 1921.
- Les origines indo-européennes des mètres grecs, 1923.
- Esquisse d'une histoire de la langue latine, Éd. Klincksieck, 1928. ISBN 2-252-01871-2
- La méthode comparative en linguistique historique, 1928.
- Dictionnaire étymologique de la langue latine, 1932, in collaborazione con Alfred Ernout (1879-1973); edizione aggiornata da Jacques André (1910-1994), Paris, Éd. Klincksieck, 2001. ISBN 2-252-03359-2 Notice n° FRBNF37707942)